# Wydry (Wałkowiska)
Wydry – część wsi Wałkowiska w Polsce położona w województwie kujawsko-pomorskim, w powiecie świeckim, w gminie Osie nad Wdą i we Wdeckim Parku Krajobrazowym na obszarze Borów Tucholskich. 
W latach 1975–1998 część wsi administracyjnie należała do województwa bydgoskiego.